# Władysław de Legnica
Władysław de Legnica (* 6 de junio de 1296 - † 13 de enero de 1352), fue duque de Legnica entre los años 1296-1312. También fue duque las localidades de Brzeg y Wrocław (1296 - 1311), junto con sus hermanos.
Ere hijo de Enrique V de Legnica y de Isabel de Gran Polonia, por lo que a la vez era nieto de Boleslaw Pío, duque de Gran Polonia. Su padre murió el 22 de febrero de 1216, unos meses antes de que Władysław naciera.
- Datos: Q558459